# Georg Gottlieb Haubold
Georg Gottlieb Haubold (geb. 6. Juni 1714 in Dresden; gest. 1. Oktober 1772 in Leipzig) war ein deutscher Geograph und Mathematiker.
1748–1772 waren Georg Gottlieb Haubold und Joachim Friedrich Meyen Direktoren des Mathematisch-Physikalischen Salons in Dresden. Haubold war Professor der Physik an der Universität Leipzig.
In Dresden gibt es eine Hauboldstraße.